# Salade niçoise

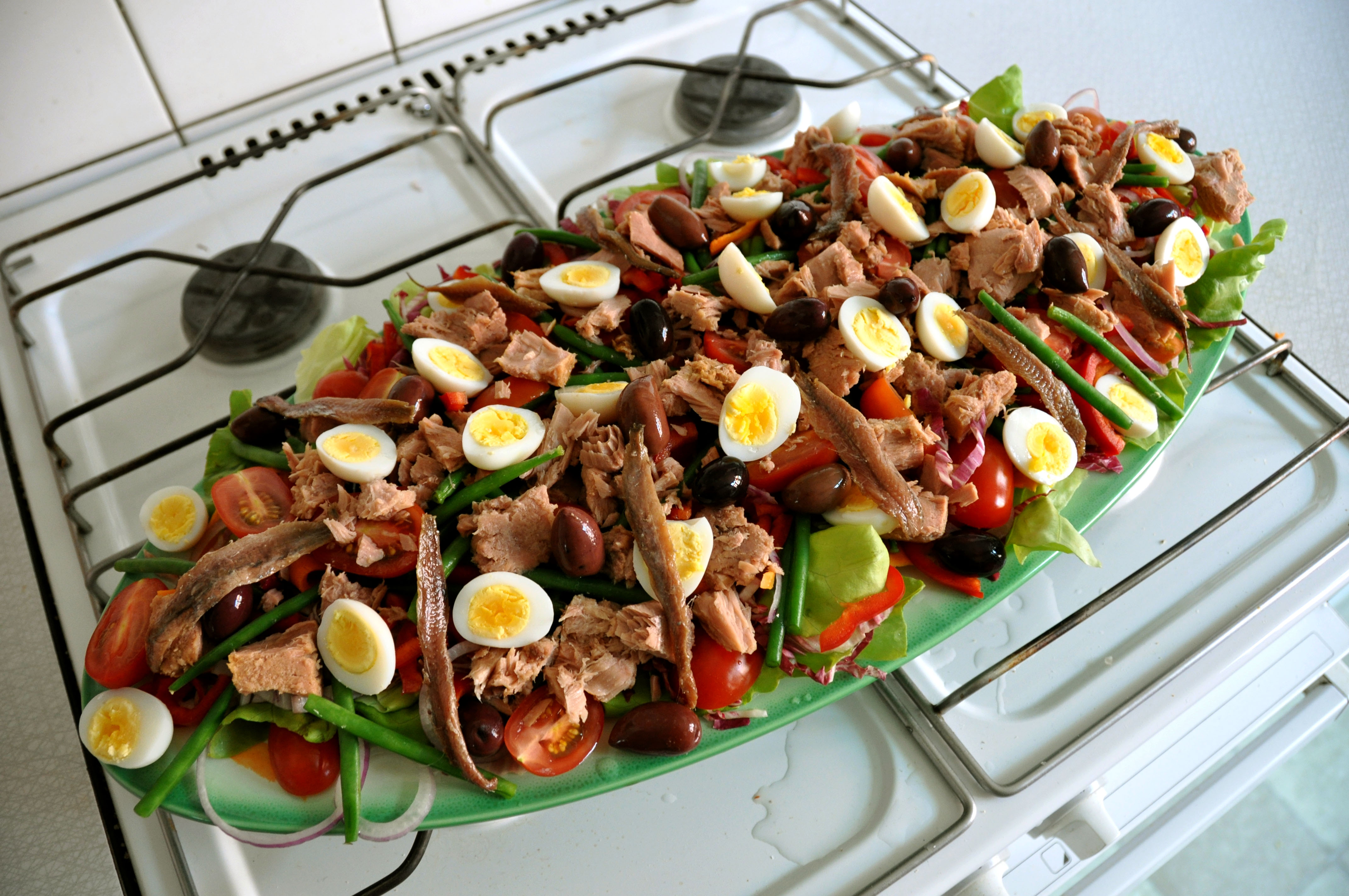
Nizza-Salat

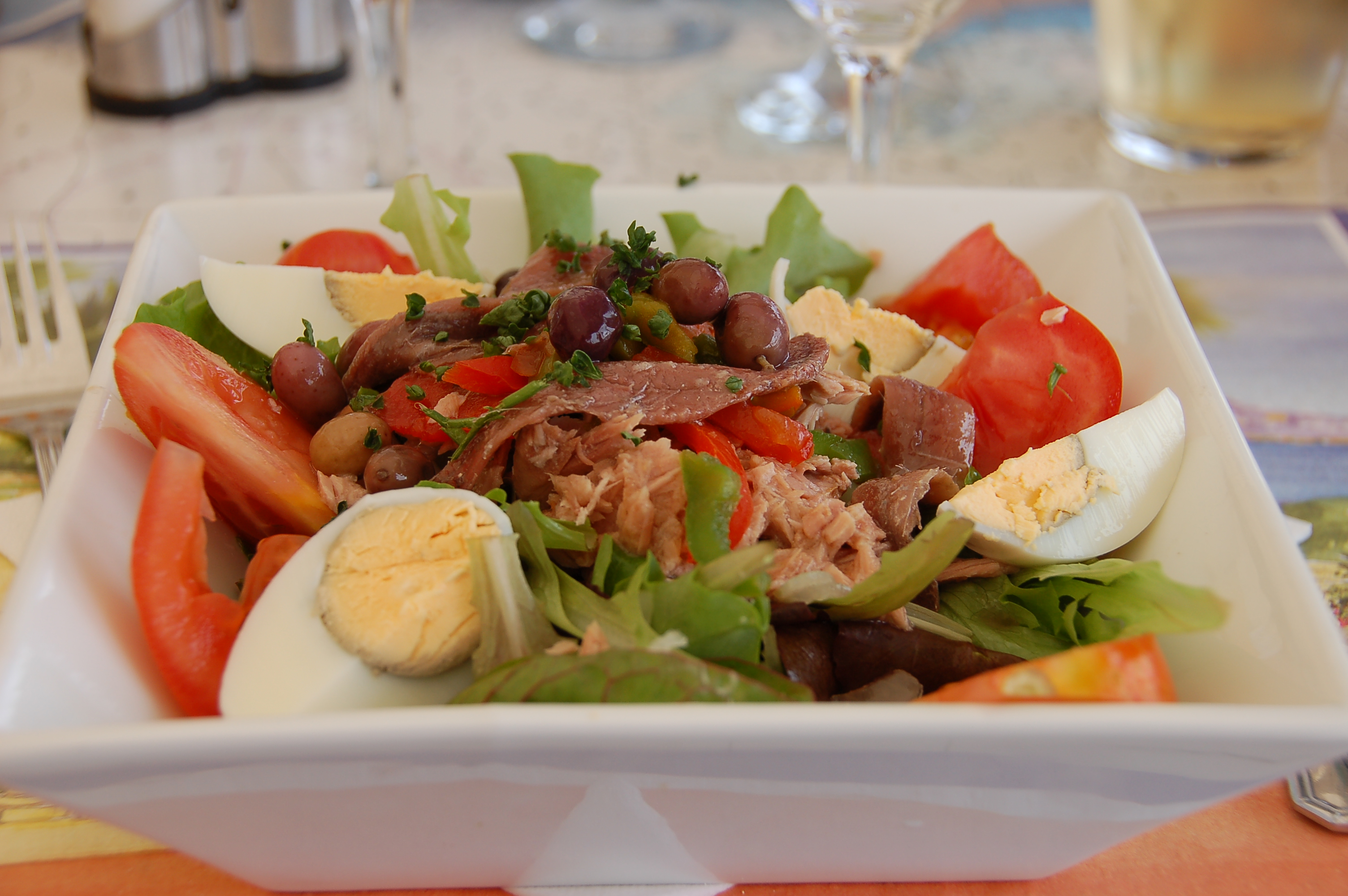
Nizza-Salat in einem Restaurant an der französischen Mittelmeerküste

Der Name Salade niçoise (auch Nizza-Salat, Nizzaer Salat, Salat nach Nizzaer Art) bezeichnet einen Salat, der allgemein der provenzalischen Küche und der Region um Nizza zugerechnet wird. Quellenbelege für diese Auffassung fehlen jedoch, die ältesten bekannten Rezepte stammen aus Paris.

## Geschichte
Die Bezeichnung Salade niçoise ist erstmals für das Jahr 1893 belegt, und zwar in der Zeitschrift L’Art culinaire. A la niçoise ist in der französischen Küche seit 1884 als Bezeichnung einer Garnitur bekannt, die Tomaten enthält sowie meistens auch Oliven oder Sardellen. Die bekannten Quellen legen den Schluss nahe, dass es nie ein verbindliches Standardrezept für diesen Salat gegeben hat. Eines der ältesten bekannten Rezepte stammt von Küchenchef Auguste Escoffier, der 1903 in seinem Guide culinaire als Zutaten grüne Bohnen, Kartoffeln, Tomaten, Kapern, Oliven und Sardellenfilets angibt. Ein Rezept aus dem Jahr 1900 des Almanach Hachette verwendet Tomaten, Artischocken, Kartoffeln und grüne Bohnen.

## Zubereitung
Nach den heute verbreiteten Rezepten für diesen Salat, die oft als traditionell bezeichnet werden, werden häufig geviertelte Tomaten, Prinzessbohnen, hartgekochte Eier, Thunfisch und schwarze Oliven gemischt, das Ganze mit Olivenöl angemacht, gewürzt, mit Sardellenfilets belegt und mit gehacktem Basilikum bestreut.